# William Read Miller
William Read Miller, né le 23 novembre 1823 à Batesville (Arkansas) et mort le 29 novembre 1887 à Little Rock (Arkansas), est un homme politique démocrate américain. Il est gouverneur de l'Arkansas entre 1877 et 1881.